# Katrin Norling
Ann Katrin Maria Norling, född 4 april 1979 i Östra Tollstads församling, Östergötlands län, är en svensk ryttare i fälttävlan. Hon tävlar för klubben Mantorpsryttarna i Mantorp.  Hon har representerat Sverige i OS 2008 och i Ryttar-VM 2002 och 2010, samt flera EM.

## Hästar
- Zarina Cora (sto född 2004), Skimmel Holländskt varmblod e:Corland u. Sabrina ue. Heartbreaker

### Tidigare
- Pandora Emm (sto född 1994), Mörkbrunt Fullblod e:Lane Court xx u. .Porto Levante xx ue. Take a Reef xx
- Beatrice af Tollstad (sto född 1991), Mörkbrunt Svenskt varmblod e:Mintage u. Bertha ue. Lambert